# Eutoxeres aquila
Eutoxeres aquila là một loài chim trong họ Chim ruồi.